# مسكون في العالم الجديد
مسكون في العالم الجديد: الثقافة اليهودية الأمريكية من كاهان إلى آل غولدبرغ هو كتاب صدر في عام 2005 من تأليف دونالد ويبر كُتب كنظرة عامة على القرن العشرين وعن الأدب الأمريكي اليهودي و الثقافة الشعبية. حيث كان أبراهام كاهان واحدًا من أكثر الكتاب اليهود الأمريكيين شهرة في كل من اليديشية والإنجليزية. الجبل الذهبي حيث بدأ في عام 1929 كمسلسل كوميدي إذاعي ودراما عن عائلة يهودية أمريكية، وكان العرض مستهدفًا في البداية لمحطات الراديو اليديشية، ولكنهم حققوا القفزة أولاً إلى راديو سي بي إس في عام 1936، ثم إلى تلفزيون السوق الشامل في عام 1949، ليصبح كوميديا الموقف طويلة الأمد.

## التعليقات
وفقًا لمراجعة في التاريخ اليهودي الأمريكي، "تثبت قراءات ويبر أنها مصدر قيم من خلال عرضها الثاقب للعلاقة المتبادلة بين الثقافة العامة والعواطف التي يتم الشعور بها شخصيًا بعمق، وفي الوقت نفسه، التجارب المشتركة التي أثبتت أنها تعريفية لـ في الواقع، [...] "مسكون في العالم الجديد" يوفر للباحث في الحياة اليهودية الأمريكية دليلاً قيمًا لقضايا التأثير التي يمكن أن تبدو الآن محيرة للأجيال الشابة.

## روابط خارجية
- Book review - جامعة إنديانا
- Book review -